# Michel Meunier
Michel Meunier (...) è un astronomo amatoriale francese.
Il Minor Planet Center gli accredita la scoperta dell'asteroide 23663 Kalou effettuata il 10 marzo 1997.
Inoltre nel 1997 ha coscoperto la cometa periodica C/1997 J2 (Meunier-Dupouy) in collaborazione con Philippe Dupouy. Con questa scoperta sono stati i primi astrofili a scoprire una cometa con l'ausilio di un telescopio remoto.